# José Andrés y Manso
José Andrés y Manso (Salamanca, 3 de septiembre de 1896-La Orbada, 29 de julio de 1936), conocido popularmente como Pepe Manso, fue un maestro, abogado y diputado español, líder socialista salmantino durante la II República. En los primeros días de la guerra civil fue detenido y asesinado por los sublevados en julio de 1936.

## Biografía
Procedente de una familia humilde (su padre era zapatero), estudió con becas Magisterio y Derecho en la Universidad de Salamanca. Desde joven centró su actividad política en la defensa de los intereses de los trabajadores, sobre todo los del campo. Desde comienzos de los años 30 fue profesor de Lengua Castellana y de Gramática en la Escuela Normal de Maestros, trabajo que simultaneaba con el ejercicio de la abogacía en causas político-sociales. Al advenimiento de la República, en abril de 1931, era presidente de la Federación Obrera (UGT), pero no estaba afiliado al Partido Socialista Obrero Español. Durante los años republicanos llevó a cabo una incesante actividad por toda la provincia de Salamanca para impulsar la acción de las sociedades obreras locales, ya que la nueva legislación laboral de Largo Caballero (jornada de ocho horas, bases de trabajo, jurados mixtos, ley de términos municipales), unida a la Reforma Agraria, era causa de continuos enfrentamientos con la patronal agraria. A lo largo de 1933 la derecha local, organizada en el Bloque Agrario y Acción Popular, emprendió un permanente hostigamiento a través de la prensa contra la Federación Obrera, a la que consideraban culpable de todos los males de la provincia.

## Actividad política
En octubre de 1933 Manso fue elegido por la Federación Obrera candidato a diputado en la lista del PSOE, motivo por el cual se afilió a ese partido, figurando en la lista en segundo lugar, detrás de Valeriano Casanueva Picazo. En las votaciones de noviembre, la derecha obtuvo los cinco diputados de la mayoría, siendo los dos de la minoría para el médico republicano moderado Filiberto Villalobos y Pepe Manso. Manso fue uno de los diputados socialistas que más intervino en plenos y comisiones, sobre todo para denunciar la situación de los trabajadores del campo en Castilla, Extremadura, Región Leonesa y Andalucía, y en asuntos relacionados con los sucesos de octubre de 1934. Se alineó siempre en la izquierda caballerista.
En las elecciones del 14 de febrero de 1936, las derechas lograron el triunfo de obtener seis escaños de los siete posibles. Por el Frente Popular salió elegido solamente Manso. A continuación empezó en las Cortes el durísimo debate de la limpieza de las actas de Salamanca, que terminó con la anulación de tres actas de las derechas, que fueron asignadas a Casto Prieto, Valeriano Casanueva y Filiberto Villalobos.

## Muerte
El 19 de julio de 1936 fue detenido por los militares sublevados e ingresado en la prisión provincial a disposición del comandante militar, general Manuel García Álvarez. La noche del 28 de julio fue sacado de la prisión, junto con Casto Prieto para ser conducido a Valladolid, supuestamente para ser juzgado, pero ambos fueron asesinados en una cuneta del kilómetro 89.9 de la carretera Salamanca-Valladolid, en el término municipal de La Orbada, en el caso de Manso al parecer de una estocada.
En Madrid se formó un Batallón Andrés Manso formado por milicianos republicanos de Salamanca y Zamora, organizados a través de las casas regionales.
Casado con Fe García Encinas, sólo tuvo una hija, Josefina Carlota Andrés García, fallecida tempranamente de enfermedad en 1946. Tiene calle dedicada en Gijón.